# 三浦大四郎
三浦 大四郎（みうら だいしろう、1928年2月4日 - 2017年6月21日）は、東京都出身の映画館経営者、映画製作者、映画評論家。

## 人物・来歴
東京目黒に山下要、ふゆの四男として生まれる。次兄は誕生時に死去していたため３人兄弟の末っ子として育つ。山下家の四男で、大四郎と命名された。成城高等学校 (旧制)から東京大学経済学部卒業。兄にドイツ文学者の山下肇、ロシア文学者の泉三太郎。
東京大学在学中は学業よりも幼い頃 からの夢であった演劇に情熱を注ぎ、俳優としての活動に勤しんだ。卒業後は船舶会社に就職していたが、1951年、三浦寛子と結婚し、岳父母三浦守（作家・三角寛）よしえ夫妻の養子となり、三角寛経営の映画館、人世坐、文芸坐、文芸地下劇場、弁天坐の経営に携わることとなる。三角は吉岡英治や井伏鱒二などの錚々たる小説家を多数株主に招き「文士経営人世坐」と標榜。名作とされた評判の映画を専門に上映し、名画座として多くの映画ファンに知られるようになった。
三角は、1952年に板橋に弁天坐、 1955年に池袋東口に文芸地下劇場、翌年に文芸坐本館をオープンさせた。三角の個性的な性格から、1959年に人世坐の従業員が労働争議を起し、この争議は長期化した。争議の対応にあたった三浦は、一時経営から離れていたが三角寛死去後、経営に戻る。その間に、三角寛が人世坐、弁天坐を手放したため、残っていたのは文芸坐、文芸地下劇場の２館となった。復帰後は、老舗名画座として独自の番組構成で多くの映画ファンに支持される存在となる。同時に、幼い頃からの夢絶ち難く、演劇の世界でも五月舎立ち上げから経営に加わり、製作者として活動した。
1997年の文芸坐閉館まで三角の名跡を継いだ三浦は、池袋の文化状況に影響を与える存在になっていた。映画興行界の衰退に伴い名画座経営も厳しい時代となり、1997年廃業することを決断する。同年、妻寛子が死去。心血を注いできた映画館と伴侶を相次いで失った。以降、経営の現場を離れてからも、日々映画や舞台と親しみ、広い交流を続けていた。
豊島区舞台芸術振興会会長として 「池袋演劇祭」の立ち上げを豊島区に働きかけるなどし、2016年まで実行委員長を勤めた。

## 製作
- 子育てごっこ（1979年）
- 瀬降り物語（1985年）
- 星空のむこうの国（1986年）

## 受賞歴
- 1983年度　日本映画テレビプロデューサー協会特別賞
- 1983年度　日本映画ペンクラブ賞
- 1989年度　山路ふみこ文化財団特別賞

## 著書
『人世坐三十五年史―焼け跡から文芸坐まで』人世坐 (1983/11)

## 家族
妻は昭和初期に活躍した山窩小説家の三角寛の娘で日本舞踊・林流の林寛子（1928-1997）。
兄に東京大学教授・ドイツ文学者の山下肇、ロシア文学者の泉三太郎（山下三郎）らがいる。
父方は日興証券創業者の遠山元一の親類にあたる。母方の親類に評論家加太こうじがいる。
長女は日本舞踊・林流千永派家元の林千永。孫は歌舞伎役者の二代目市川青虎。